# Trang viên St. Anton
Trang viên St. Anton (tiếng Slovakia: Kaštieľ Svätý Anton), còn được gọi là Trang viên Antol hoặc Trang viên Koháriovský, là một trang viên tọa lạc tại làng Svätý Anton, vùng Banská Bystrica, Slovakia. Ngày 15 tháng 5 năm 1963, trang viên này được ghi danh vào Danh sách Di tích Trung ương. Năm 1985, theo Nghị quyết của Chính phủ SSR, trang viên với khu phức hợp xung quanh được công nhận là di tích văn hóa quốc gia.
Bao quanh trang viên là một công viên kiểu Anh rộng lớn có trồng những cây quý hiếm từ thế kỷ 18. Bên trong công viên này bao gồm nhiều loại kiến trúc lớn nhỏ khác nhau, một thác nước và một cái ao. Nơi đây thích hợp cho những buổi dạo chơi lãng mạn.

## Lịch sử
Năm 1744, một trong những thành viên của gia đình Kohár đã xây dựng tòa nhà hình chữ L theo phong cách kiến trúc Baroque. Vài năm sau, hai cánh nữa được xây thêm để trang viên có dạng hình chữ nhật kèm sân trong.
Từ năm 1954, trang viên St. Anton trở thành trụ sở của Bảo tàng Lâm nghiệp, Gỗ và Săn bắn - nơi đây trưng bày các bộ sưu tập đặc sắc về tự nhiên, lịch sử và nghệ thuật. Địa điểm này cung cấp cho khách tham quan cái nhìn tổng quan về nội thất nhà ở của giới quý tộc cuối thế kỷ 18 - đầu thế kỷ 19 (tranh và những thứ khác), cũng như sự phát triển của ngành lâm nghiệp và săn bắn ở Slovakia.